# حصار (زنجان)
حصار، روستایی از توابع بخش زنجانرود شهرستان زنجان در استان زنجان ایران است.

## جمعیت
این روستا در دهستان چایپاره پایین قرار دارد و براساس سرشماری مرکز آمار ایران در سال ۱۳۸۵، جمعیت آن ۷۳۱ نفر (۱۹۳ خانوار) بوده‌است.

## جغرافیا
حصار با مختصات جغرافیایی   36.984463, 47.733419  در ۱۳۱ کیلومتری شهر زنجان و ۷۲ کیلومتری شهر میانه واقع شده است.